# Ivan Hlinka
Ivan Hlinka (ur. 26 stycznia 1950 w Moście, zm. 16 sierpnia 2004 w Karlowych Warach) – czeski hokeista grający na pozycji napastnika (centra), olimpijczyk, trener.

## Kariera
Ivan Hlinka w trakcie kariery sportowej reprezentował barwy: dwukrotnie HC Litvínov (1966-1981, 1985-1987), Dukli Trenczyn (1978 w ramach wypożyczenia), występującego w lidze NHL Vancouver Canucks (1981-1983) oraz szwajcarskiego EV Zug (1983-1985).
W sezonie 1977/1978 z 78 punktami zajął 1. miejsce w klasyfikacji kanadyjskiej oraz zdobył Złotego Kija – nagrodę dla najlepszego hokeisty w kraju.

## Kariera reprezentacyjna
Ivan Hlinka w latach 1969-1981 w reprezentacji Czechosłowacji rozegrał 256 meczów, w których zdobył 132 gole. Trzykrotnie uczestniczył w zimowych igrzyskach olimpijskich: na zimowych igrzyskach olimpijskich: na turnieju olimpijskim 1972 w Sapporo zdobył brązowy medal, natomiast na turnieju olimpijskim 1976 w Innsbrucku zdobył wicemistrzostwo olimpijskie oraz na turnieju olimpijskim 1980 w Lake Placid, a także 11-krotnie w mistrzostwach świata (1970 – 3. miejsce, 1971 – wicemistrzostwo świata, 1972 – mistrzostwo świata, 1973 – 3. miejsce, 1974 – wicemistrzostwo świata, 1975 – wicemistrzostwo świata, 1976 – mistrzostwo świata, 1977 – mistrzostwo świata, 1978 – wicemistrzostwo świata, 1979 – wicemistrzostwo świata, 1981 – 3. miejsce).
Zdobył także złoty medal na Zimowej Uniwersjadzie 1970 w Rovaniemi oraz 2. miejsce w Canada Cup 1976.

## Kariera trenerska
Ivan Hlinka jeszcze w trakcie kariery sportowej rozpoczął karierę trenerską. Czterokrotnie prowadził HC Litvínov (1986–1987, 1988–1989, 1993–1994, 1997–1998), reprezentację Czechosłowacji (1991–1993 – 3. miejsce na mistrzostwach świata: 1992, Brązowy medal zimowych igrzysk olimpijskich: 1992), a po upadku Czechosłowacji w 1993 roku, do 1994 roku prowadził reprezentację Czech oraz w latach 1996–2000 (mistrzostwo olimpijskie 1998, mistrzostwo świata 1999, 3. miejsce na mistrzostwach świata (1993, 1997, 1998)) oraz w 2004 roku, występującego w lidze NHL Pittsburgh Penguins (2000–2002) oraz rosyjski Awangard Omsk.

## Sukcesy

### Zawodnicze
Reprezentacja Czechosłowacji
- Mistrzostwo świata: 1972, 1976, 1977
- Wicemistrzostwo świata: 1971, 1974, 1975, 1978, 1979
- 3. miejsce na mistrzostwach świata: 1970, 1973, 1981
- Wicemistrzostwo olimpijskie: 1976
- Brązowy medal zimowych igrzysk olimpijskich: 1972
- 2. miejsce w Canada Cup: 1976

### Trenerskie
Reprezentacja Czechosłowacji
- 3. miejsce na mistrzostwach świata: 1992
- Brązowy medal zimowych igrzysk olimpijskich: 1992

Reprezentacja Czech
- Mistrzostwo świata: 1999
- 3. miejsce na mistrzostwach świata: 1993, 1997, 1998
- Mistrzostwo olimpijskie: 1998

### Indywidualne
- 1. miejsce w klasyfikacji kanadyjskiej: 1978 (78 punktów)
- Złoty Kija: 1978
- Galeria Sławy IIHF: 2002
- Najlepszy czeski hokeista wszech czasów: 2003
- Galeria Sławy czeskiego hokeja na lodzie: 2008

### Odznaczenia
- Medal Zasługi Republiki Czeskiej III stopnia: 1999

## Śmierć
Ivan Hlinka zginął w wypadku samochodowym w pobliżu Karlowych Warów, krótko przed prestiżowymi rozgrywkami Pucharu Świata. Jego auto zderzyło się z ciężarówką, a wypadek nie został spowodowany z jego winy.

## Upamiętnienie
- Numer 21 w reprezentacji Czech, z którym grał Hlinka, został zastrzeżony przez Czeski Związek Hokeja na Lodzie.
- Macierzysty klub Hlinki, HC Litvínov, nazwał jego imieniem swój domowy obiekt, Zimní stadión Ivana Hlinky.